# Coupe Challenge féminine de handball 2015-2016
Navigation
Coupe Challenge 2014-2015 Coupe Challenge 2016-2017
La Coupe Challenge 2015-2016 est la 23e édition de la Coupe Challenge de handball féminin, compétition créée en 1993. 

## Formule
La Coupe Challenge, a priori la moins réputée des différentes compétitions européennes, est également appelée C4.
L’épreuve débute par un tour préliminaire opposant 18 équipes qui jouent en match aller-retour et rejoignent en huitièmes de finale les 7 équipes directement qualifiées.

## Équipes participantes
| Équipe                      | Équipe                        | Équipe                  |
| --------------------------- | ----------------------------- | ----------------------- |
| ABU Bakou                   | ÍB Vestmannaeyja              | KHF Shqipona            |
| ŽRK Danilovgrad             | Colégio de Gaia               | DHB Rotweiss Thun SPL 1 |
| Helsinki IFK                | Maccabi Arazim Ramat gan      | Vardar Skopje junior    |
| Schuler Afbouwgroep/DOS     | ZRK Mlinotest Ajdovscina      | Yellow Winterthur       |
| London Angels HC            | ASD Ariosto Pallamano Ferrara | ZRK Pelister 2012       |
| KGHM Metraco Zaglebie Lubin | ŽRK Knjaz Miloš               | Izmir BSB SK            |

| Équipe                     |
| -------------------------- |
| DHC Sokol Poruba           |
| Rocasa Gran Canaria ACE    |
| Virto / Quintus            |
| EKS Start Elblag           |
| Minaqua Vojvodina Novi Sad |
| Kastamonu Belediyesi       |
| HC Karpaty                 |

## Tour préliminaire
| Date Aller       | Club                 | Aller   | Total   | Retour  | Club                     | Date Retour      |
| ---------------- | -------------------- | ------- | ------- | ------- | ------------------------ | ---------------- |
| 13 novembre 2015 | Vardar Skopje junior | 27 - 14 | 62 - 31 | 35 - 17 | London Angels HC         | 14 novembre 2014 |
| 14 novembre 2015 | ÍB Vestmannaeyja     | 28 - 30 | 56 - 61 | 28 - 31 | ŽRK Knjaz Miloš          | 15 novembre 2014 |
| 14 novembre 2015 | ZRK Pelister 2012    | 22 - 38 | 57 - 77 | 35 - 39 | KHF Shqipona             | 21 novembre 2014 |
| 14 novembre 2015 | Izmir BSB SK         | 27 - 17 | 54 - 40 | 27 - 23 | DHB Rotweiss Thun SPL 1  | 21 novembre 2014 |
| 14 novembre 2015 | Yellow Winterthur    | 34 - 21 | 59 - 40 | 25 - 19 | ASD Ariosto Pallamano    | 21 novembre 2014 |
| 15 novembre 2015 | ŽRK Danilovgrad      | 24 - 30 | 42 - 52 | 18 - 22 | ZRK Mlinotest Ajdovscina | 22 novembre 2014 |
| 20 novembre 2015 | ABU Bakou            | 19 - 27 | 41 - 56 | 22 - 29 | Schuler Afbouwgroep/DOS  | 21 novembre 2014 |
| 21 novembre 2015 | Colégio de Gaia      | 36 - 29 | 68 - 58 | 32 - 29 | Helsinki IFK             | 22 novembre 2014 |
| 21 novembre 2015 | KGHM Zaglebie Lubin  | 41 - 12 | 78- 29  | 37- 17  | Maccabi Arazim Ramat gan | 22 novembre 2014 |

## Huitièmes de finale
| Équipe                   |
| ------------------------ |
| Vardar Skopje junior     |
| ŽRK Knjaz Miloš          |
| KHF Shqipona             |
| Izmir BSB SK             |
| Yellow Winterthur        |
| Schuler Afbouwgroep/DOS  |
| KGHM Zaglebie Lubin      |
| ZRK Mlinotest Ajdovscina |
| Colégio de Gaia          |

| Équipe                     |
| -------------------------- |
| DHC Sokol Poruba           |
| Rocasa Gran Canaria ACE    |
| Virto / Quintus            |
| EKS Start Elblag           |
| Minaqua Vojvodina Novi Sad |
| Kastamonu Belediyesi       |
| HC Karpaty                 |

| Date Aller      | Club                    | Aller   | Total   | Retour  | Club                       | Date Retour     |
| --------------- | ----------------------- | ------- | ------- | ------- | -------------------------- | --------------- |
| 8 janvier 2016  | Kastamonu Belediyesi    | 43 - 39 | 73 - 63 | 30 - 24 | KGHM Zaglebie Lubin        | 9 janvier 2016  |
| 9 janvier 2016  | DHC Sokol Poruba        | 28 - 22 | 45 - 45 | 17 - 23 | Izmir BSB SK               | 16 janvier 2016 |
| 9 janvier 2016  | KHF Shqipona            | 23 - 38 | 54 - 94 | 31 - 56 | Rocasa Gran Canaria ACE    | 17 janvier 2016 |
| 9 janvier 2016  | Yellow Winterthur       | 13 - 37 | 29 - 70 | 16 - 33 | Virto / Quintus            | 17 janvier 2016 |
| 10 janvier 2016 | EKS Start Elblag        | 28 - 22 | 54 - 44 | 26 - 22 | ZRK Mlinotest Ajdovscina   | 16 janvier 2016 |
| 15 janvier 2016 | Schuler Afbouwgroep/DOS | 27 - 27 | 45 - 60 | 27 - 33 | ŽRK Knjaz Miloš            | 16 janvier 2016 |
| 15 janvier 2016 | Colégio de Gaia         | 14 - 23 | 35 - 53 | 21 - 30 | HC Karpaty                 | 16 janvier 2016 |
| 16 janvier 2016 | Vardar Skopje junior    | 26 - 24 | 57 - 51 | 31 - 27 | Minaqua Vojvodina Novi Sad | 17 janvier 2016 |

## Phase finale
| Équipe                  | Équipe               |
| ----------------------- | -------------------- |
| Rocasa Gran Canaria ACE | Virto / Quintus      |
| Vardar Skopje junior    | EKS Start Elblag     |
| ŽRK Knjaz Miloš         | HC Karpaty           |
| Izmir BSB SK            | Kastamonu Belediyesi |

|  | Quarts de finale        | Quarts de finale        | Quarts de finale        | Quarts de finale        |                      |                      | Demi-finales | Demi-finales | Demi-finales | Demi-finales |  |  | Finale | Finale | Finale | Finale |
|  |                         |                         |                         |                         |                      |                      |              |              |              |              |  |  |        |        |        |        |
|  |                         |                         |                         |                         |                      |                      |              |              |              |              |  |  |        |        |        |        |
|  |                         |                         |                         |                         |                      |                      |              |              |              |              |  |  |        |        |        |        |
|  | Kastamonu Belediyesi    | Kastamonu Belediyesi    | 27                      | 23                      |                      |                      |              |              |              |              |  |  |        |        |        |        |
|  | Kastamonu Belediyesi    | Kastamonu Belediyesi    | 27                      | 23                      |                      |                      |              |              |              |              |  |  |        |        |        |        |
|  | Virto / Quintus         | Virto / Quintus         | 23                      | 23                      |                      |                      |              |              |              |              |  |  |        |        |        |        |
|  | Virto / Quintus         | Virto / Quintus         | 23                      | 23                      | Kastamonu Belediyesi | Kastamonu Belediyesi | 24           | 30           |              |              |  |  |        |        |        |        |
|  |                         |                         |                         |                         | Kastamonu Belediyesi | Kastamonu Belediyesi | 24           | 30           |              |              |  |  |        |        |        |        |
|  |                         |                         | HC Karpaty              | HC Karpaty              | 20                   | 25                   |              |              |              |              |  |  |        |        |        |        |
|  | Vardar Skopje junior    | Vardar Skopje junior    | HC Karpaty              | HC Karpaty              | 20                   | 25                   | 22           | 17           |              |              |  |  |        |        |        |        |
|  | Vardar Skopje junior    | Vardar Skopje junior    |                         |                         |                      |                      |              | 17           |              |              |  |  |        |        |        |        |
|  | HC Karpaty              | HC Karpaty              | 19                      | 28                      |                      |                      |              |              |              |              |  |  |        |        |        |        |
|  | HC Karpaty              | HC Karpaty              | 19                      | 28                      | Kastamonu Belediyesi | Kastamonu Belediyesi | 25           | 29           |              |              |  |  |        |        |        |        |
|  |                         |                         |                         |                         | Kastamonu Belediyesi | Kastamonu Belediyesi | 25           | 29           |              |              |  |  |        |        |        |        |
|  |                         |                         | Rocasa Gran Canaria ACE | Rocasa Gran Canaria ACE | 29                   | 33                   |              |              |              |              |  |  |        |        |        |        |
|  | EKS Start Elblag        | EKS Start Elblag        | Rocasa Gran Canaria ACE | Rocasa Gran Canaria ACE | 29                   | 33                   | 29           | 19           |              |              |  |  |        |        |        |        |
|  | EKS Start Elblag        | EKS Start Elblag        |                         |                         |                      |                      |              |              |              |              |  |  |        |        |        |        |
|  | Izmir BSB SK            | Izmir BSB SK            | 25                      | 21                      |                      |                      |              |              |              |              |  |  |        |        |        |        |
|  | Izmir BSB SK            | Izmir BSB SK            | 25                      | 21                      | EKS Start Elblag     | EKS Start Elblag     | 24           | 22           |              |              |  |  |        |        |        |        |
|  |                         |                         |                         |                         | EKS Start Elblag     | EKS Start Elblag     | 24           | 22           |              |              |  |  |        |        |        |        |
|  |                         |                         | Rocasa Gran Canaria ACE | Rocasa Gran Canaria ACE | 25                   | 22                   |              |              |              |              |  |  |        |        |        |        |
|  | Rocasa Gran Canaria ACE | Rocasa Gran Canaria ACE | Rocasa Gran Canaria ACE | Rocasa Gran Canaria ACE | 25                   | 22                   | 35           | 27           |              |              |  |  |        |        |        |        |
|  | Rocasa Gran Canaria ACE | Rocasa Gran Canaria ACE |                         |                         |                      |                      |              | 27           |              |              |  |  |        |        |        |        |
|  | ŽRK Knjaz Miloš         | ŽRK Knjaz Miloš         | 25                      | 19                      |                      |                      |              |              |              |              |  |  |        |        |        |        |
|  | ŽRK Knjaz Miloš         | ŽRK Knjaz Miloš         | 25                      | 19                      |                      |                      |              |              |              |              |  |  |        |        |        |        |
|  |                         |                         |                         |                         |                      |                      |              |              |              |              |  |  |        |        |        |        |

### Quarts de finale
| Date Aller   | Club                    | Aller   | Total   | Retour  | Club            | Date Retour  |
| ------------ | ----------------------- | ------- | ------- | ------- | --------------- | ------------ |
| 20 mars 2016 | Kastamonu Belediyesi    | 27 - 23 | 52 - 46 | 25 - 23 | Virto / Quintus | 21 mars 2016 |
| 22 mars 2016 | Vardar Skopje junior    | 22 - 19 | 39 - 47 | 17 - 28 | HC Karpaty      | 28 mars 2016 |
| 20 mars 2016 | EKS Start Elblag        | 29 - 25 | 48 - 46 | 19 - 21 | Izmir BSB SK    | 27 mars 2016 |
| 20 mars 2016 | Rocasa Gran Canaria ACE | 35 - 25 | 62 - 44 | 27 - 18 | ŽRK Knjaz Miloš | 21 mars 2016 |

### Demi-finales
| Date Aller   | Club                 | Aller   | Total   | Retour  | Club                    | Date Retour   |
| ------------ | -------------------- | ------- | ------- | ------- | ----------------------- | ------------- |
| 2 avril 2016 | Kastamonu Belediyesi | 24 - 20 | 54 - 45 | 30 - 25 | HC Karpaty              | 3 avril 2016  |
| 2 avril 2016 | EKS Start Elblag     | 24 - 25 | 46 - 47 | 22 - 22 | Rocasa Gran Canaria ACE | 10 avril 2016 |

### Finale
| Date Aller    | Club                 | Aller   | Total   | Retour  | Club                    | Date Retour |
| ------------- | -------------------- | ------- | ------- | ------- | ----------------------- | ----------- |
| 30 avril 2016 | Kastamonu Belediyesi | 25 - 29 | 48 - 62 | 29 - 33 | Rocasa Gran Canaria ACE | 7 mai 2016  |

#### Match aller
| 30 avril 2016 18h00 CET | Kastamonu Belediyesi | 25 - 29 | Rocasa Gran Canaria ACE | Haldun Alagas Sport Complex, Istanbul Affluence : 2 000 Arbitrage : Peter Dvorsky, Igor Karlubik |
| 30 avril 2016 18h00 CET | Dorima Carbune 7     | (9-14)  | Maria Suarez 8          | Haldun Alagas Sport Complex, Istanbul Affluence : 2 000 Arbitrage : Peter Dvorsky, Igor Karlubik |
| 30 avril 2016 18h00 CET | ×3 ×4                | Rapport | ×3                      | Haldun Alagas Sport Complex, Istanbul Affluence : 2 000 Arbitrage : Peter Dvorsky, Igor Karlubik |

#### Match retour
| 7 mai 2016 18h30 CET | Rocasa Gran Canaria ACE | 33 - 29 | Kastamonu Belediyesi | Pabellon Insular Rita Hernandez, Telde Affluence : 2 350 Arbitrage : Vanja Antic, Jelena Jakovljevic |
| 7 mai 2016 18h30 CET | Maria Suarez 10         | (11-13) | Celen Demircelen 9   | Pabellon Insular Rita Hernandez, Telde Affluence : 2 350 Arbitrage : Vanja Antic, Jelena Jakovljevic |
| 7 mai 2016 18h30 CET | ×3                      | Rapport | ×3 ×6                | Pabellon Insular Rita Hernandez, Telde Affluence : 2 350 Arbitrage : Vanja Antic, Jelena Jakovljevic |

## Les championnes d'Europe
| Championne d'Europe - Coupe Challenge 2015-2016 Rocasa Gran Canaria ACE 1er titre |

## Statistiques

### Buteuses
| Rang | Nom                 | Équipe                  | Buts |
| ---- | ------------------- | ----------------------- | ---- |
| 1    | Serpil İskenderoğlu | Kastamonu Belediyesi    | 60   |
| 2    | Maria Suarez        | Rocasa Gran Canaria ACE | 48   |
| 3    | Belma Beba          | KHF Shqipona            | 47   |